# Ola Brandborn
Jan Ola Brandborn, född 19 februari 1970, är en svensk pokerspelare och pokerteoretiker. Bland Brandborns meriter märks SM-segrar i pokervarianterna Omaha (1998), Amerikana (2002), Texas (2008, SEK 900 000), HORSE (2024), samt en andraplats i Showdown Poker Tour i Dublin 2006 (€30 000). Han var även skribent i Poker Magazine, First Poker och CardPlayer Europe, samt tidigare krönikör i Expressen. Dessutom var Brandborn skribent på pokerwebbplatsen Poker.se och ständig bisittare i webbplatsens TV-program.
Brandborn var år 2007 exekutiv producent av Patrick El-Hags skiva Så där. Brandborn spelar gärna bridge, enligt egen utsago "hellre än bra":
Brandborn blev 2009 utsedd av Svenska Spels Pokerakademi till Årets Pokerpersonlighet, med motiveringen: "För sitt fortsatta flitiga arbete för poker på bloggar, webbsajter och i olika tidskrifter även under det gångna året. För sin omvittnade och erkända självständighet och frispråkighet. Och inte minst för prestationen att vinna en tung SM-titel under året.” Brandborn vägrade dock ta emot priset av två skäl: Dels att Svenska Spel klassar poker som ett lotteri men samtidigt delar ut priser till de som anses bäst på lotteriet, men framförallt för att han är motståndare till spelmonopolet och därför inte vill delta i en gala arrangerad av detta monopol.
Brandborn blev 2019 invald i Svenska Pokerförbundets Hall of Fame.
Brandborn har även fungerat som faktagranskare för ett antal pokerböcker, bland annat:
- Pokerteori av David Sklansky
- No Limit Hold'em teori och praktik (Sklansky/Miller)
- No-limit Hold'em Strategispel (Harrington)
- No-limit Hold'em Slutspel (Harrington)
- Omaha Pot-limit (Slotboom)

Ola Brandborn är son till Jan Brandborn.